# Fernando de Moncada e Aragão, Duque de San Juan
Fernando de Moncada e Aragão, Duque de San Juan foi Vice-rei de Navarra e Duque de San Juan. Exerceu o vice-reinado de Navarra duas vezes, uma em 1706 e outra entre 1709 e 1712.